# Elite Palace Hotel

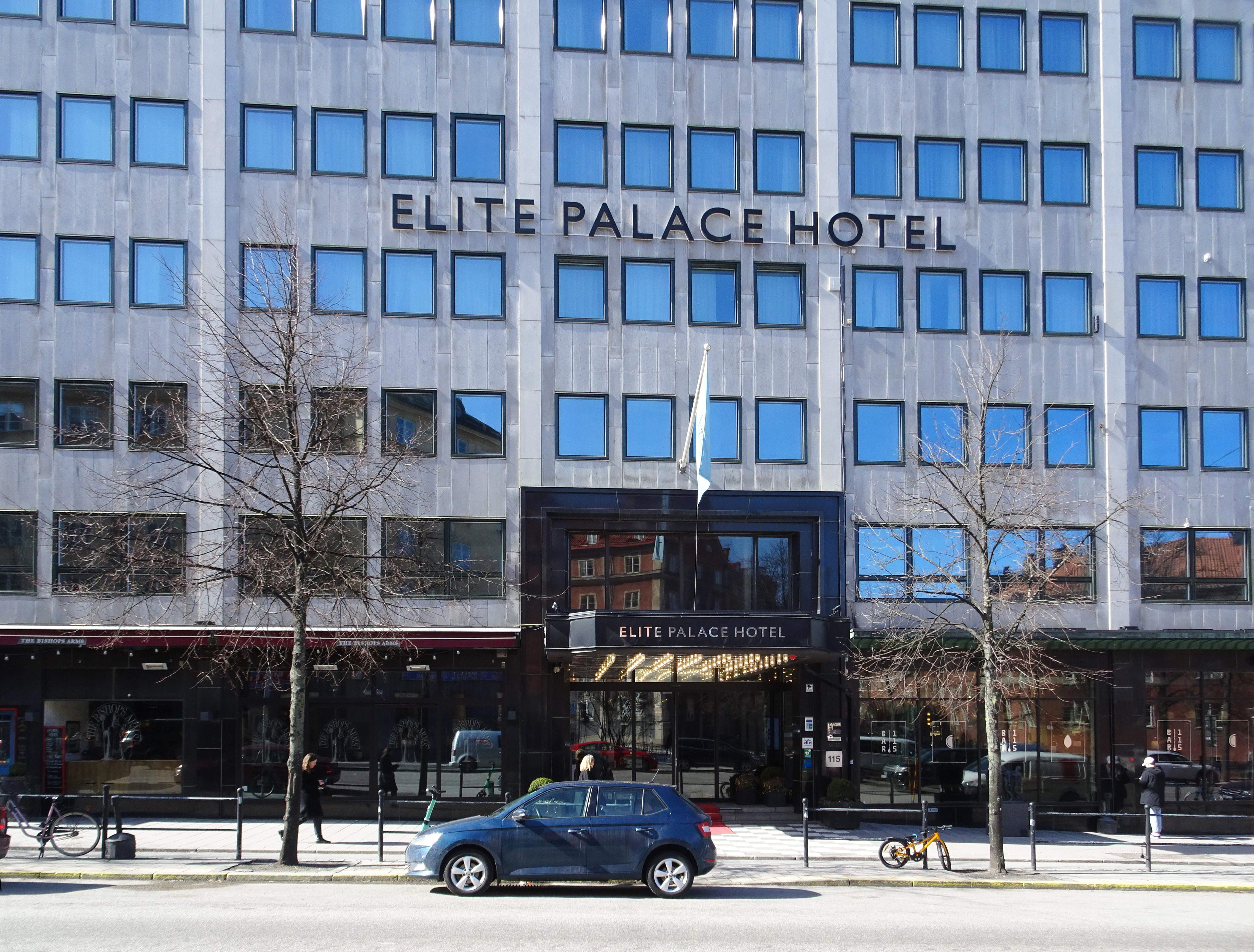
Elite Palace Hotel, fasad mot S:t Eriksgatan, 2022.

Elite Palace Hotel (tidigare Hotel Palace), är ett 4-stjärnigt hotell som ingår i den svenska hotellkedjan Elite Hotels. Hotellet inryms i fastigheten Härden 19 som ligger mitt i kvarteret Härden mellan Sankt Eriksgatan och Hälsingegatan i Vasastaden i Stockholm. Byggnaden uppfördes 1955–1958 som hotell, kontor, garage och bilutställningshall för Philipsons Automobil AB.

## Historia

### Byggnad

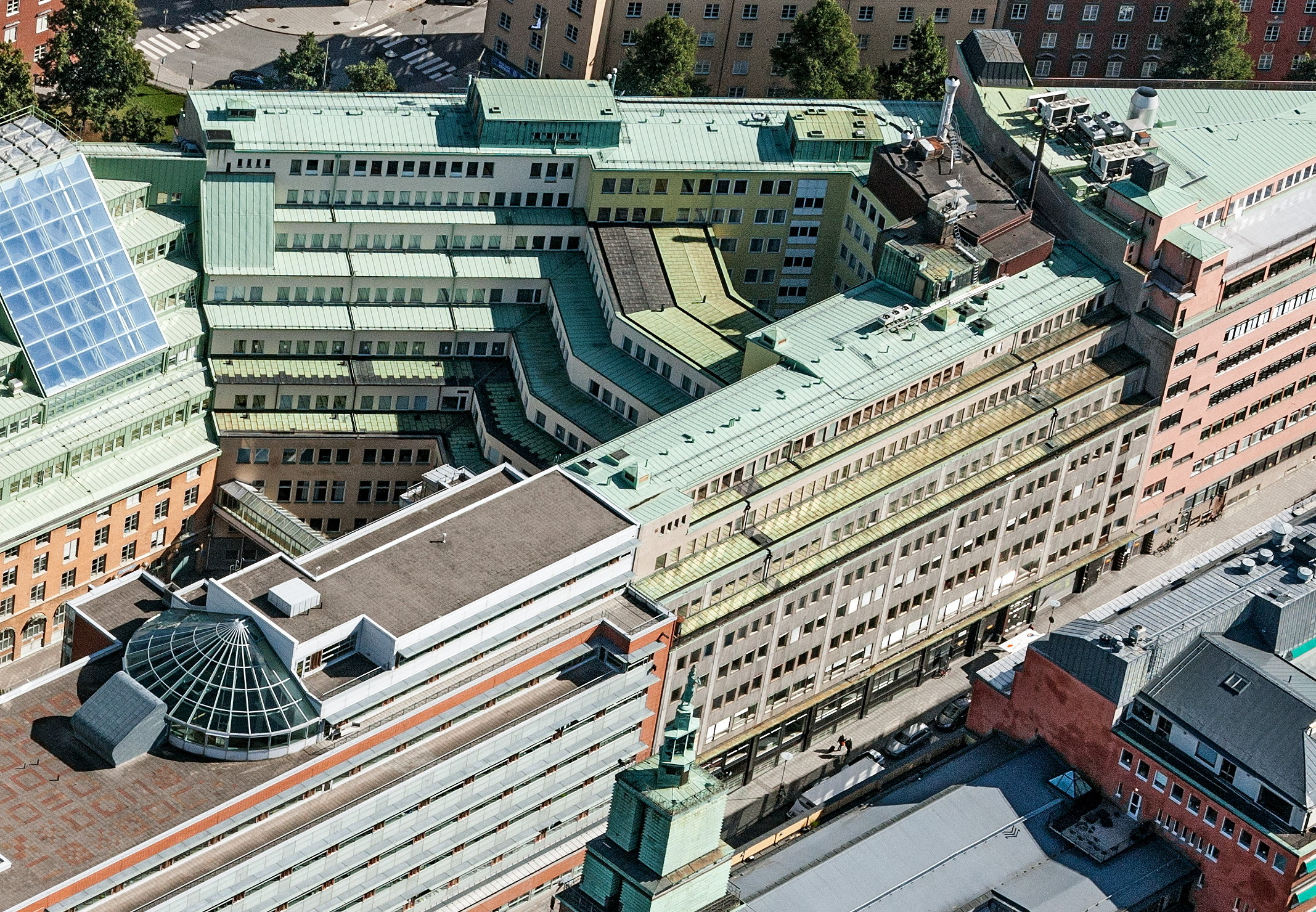
Fastigheten Härden 19 från luften, 2015. Nederst går Hälsingegatan.

Byggnaden invigdes 1958 under namnet Hotell Palace. Initiativtagare var Gunnar V. Philipson, verkställande direktör vid Philipsons Automobil AB, som även var byggherre. På granntomten (Sankt Eriksgatan 117) hade företaget byggt sitt stora Automobilpalatset på 1920-talet. Hotell Palace kunde ses som en affärsmässig fortsättning av Philipssons bilanläggning med hotell, kontor och ytterligare bilrelaterade verksamheter. Exempelvis inrättades i husets båda nedersta våningarna en påkostad utställningshall för nya bilar, främst Mercedes-Benz, som tidigare saknats i Bilpalatset. Mellan bilhallens båda plan sträckte sig en elegant svängd trappa med marmorsteg och mässingräcke. Pelarna och golven kläddes med marmorplattor.
Byggnadens arkitekt var Karl G.H. Karlsson, och för konstruktionerna stod Westman & Challis ingenjörsbyrå. Karlsson ritade det stora byggnadskomplexet med ”V”-formad grundplan på en tidigare obebyggd del av kvarteret Härden (Härden 19) som sträckte sig genom kvarterets mellersta del från Sankt Eriksgatan till Hälsingegatan. Huvudentrén förlades till Sankt Eriksgatan 115 där byggnaden fick sex våningar och två indragna takvåningar. Mot Hälsingegatan har byggnaden fem våningar och tre indragna takvåningar och mot innergården trappar byggnaden ner i fem steg. Under mark anordnades ytterligare tre plan, därav två med garageplatser. Fasaderna kläddes med plattor i ljus marmor och huvudentrén inramades av mörkgrå skiffer.
Det nya bilpalatset med sina 30 000 m² golvyta erbjöd utöver utställningshallar, garageplatser och kontorsrum även 230 hotellrum med 400 bäddar och en särskild motellavdelning. Taklagsfest firades i april 1957 och invigning skedde i mars året därpå. Första hotellchef var Erik Carlsten. 1976 ombyggdes bilutställningshallen för drive in besiktning av bilskador.

### Hotellet
På 1990-talet ägdes fastigheten till lika delar av Evidentia och Diligentia som tidigare tagit över Philipsons fastighetsinnehav. Från och med 1994 ingick hotellrörelsen under namnet Elite Palace Hotel i hotellkedjan Elite Hotels som hyrde ungefär halva lokalytan. År 2005 sålde Diligentia Härden 19 för 366 miljoner kronor till nuvarande fastighetsägaren AFA Försäkring. Entréplanet och våning två delades då av hotellet och kontoret.  
Under 2024 har hotellet expanderat med två våningar, där det tidigare var kontor, med 98 nybyggda hotellrum med nya konferenssalar, barnpassning med lekland, en italiensk restaurang och en trappa upp finns även en nybyggd bar med shuffleboard, pilkastning mm. Efter tillbyggnaden så har nu hotellet totalt 392 rum och blev i och med detta Elite-kedjans största hotell. Hotellet inhyser bl.a. en cocktailbar i loungen vid receptionen, en spaavdelning med gym med egen bistro. En gastropub i engelsk stil, Bishop Arms, ligger även i direkt anslutning till hotellet med ingång både från hotellet och entré direkt från gatan.  
Hållplatser till flygbussar till/från Arlanda ligger nära på Sankt Eriksgatan. Runt 100 meter till Odenplans pendeltågsstation vid Vanadisplan och även ca 5 minuters promenad till närmsta Odenplans tunnelbanestation. 

## Bilder

Historiska interiörbilder (1958)
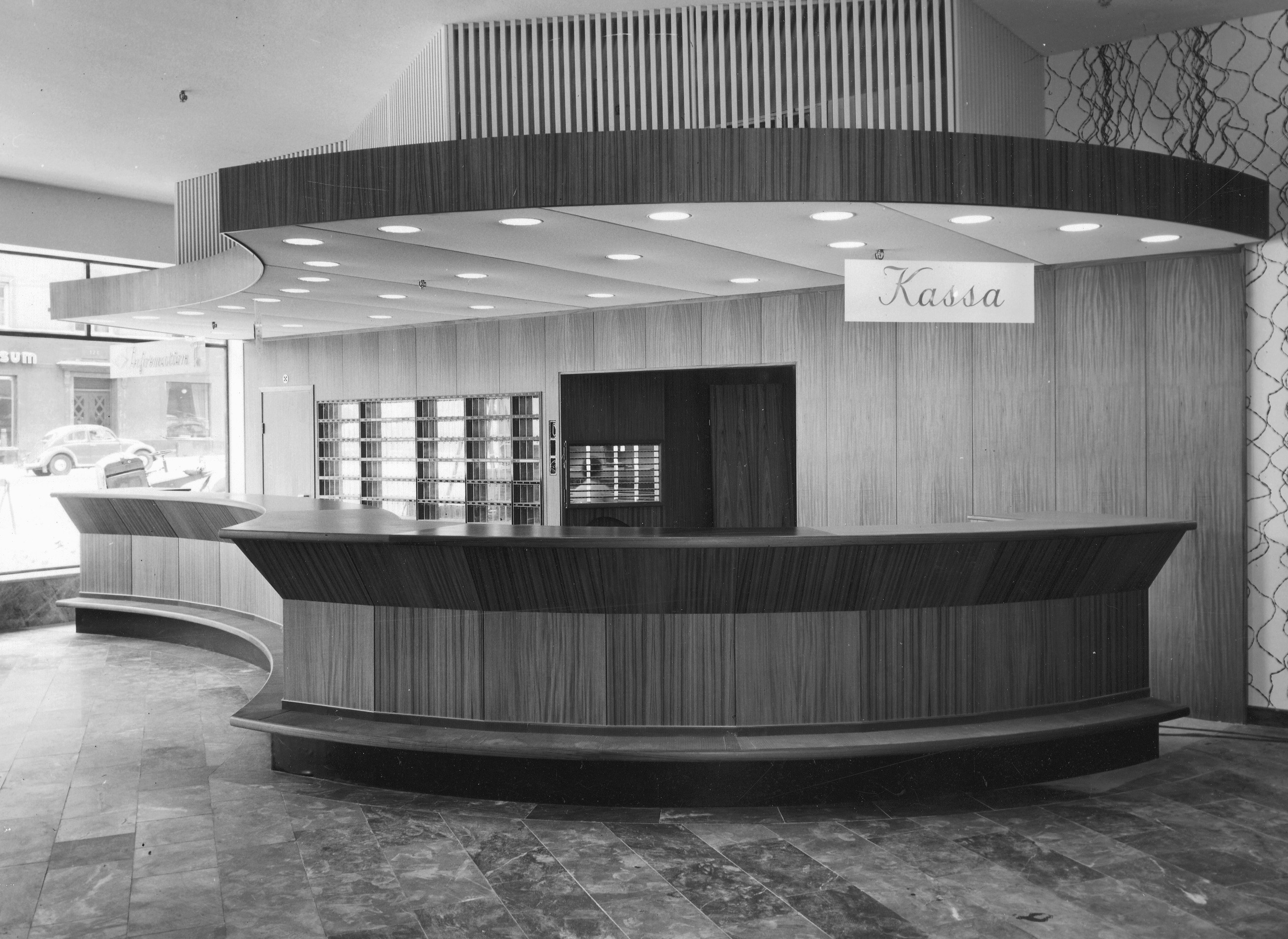
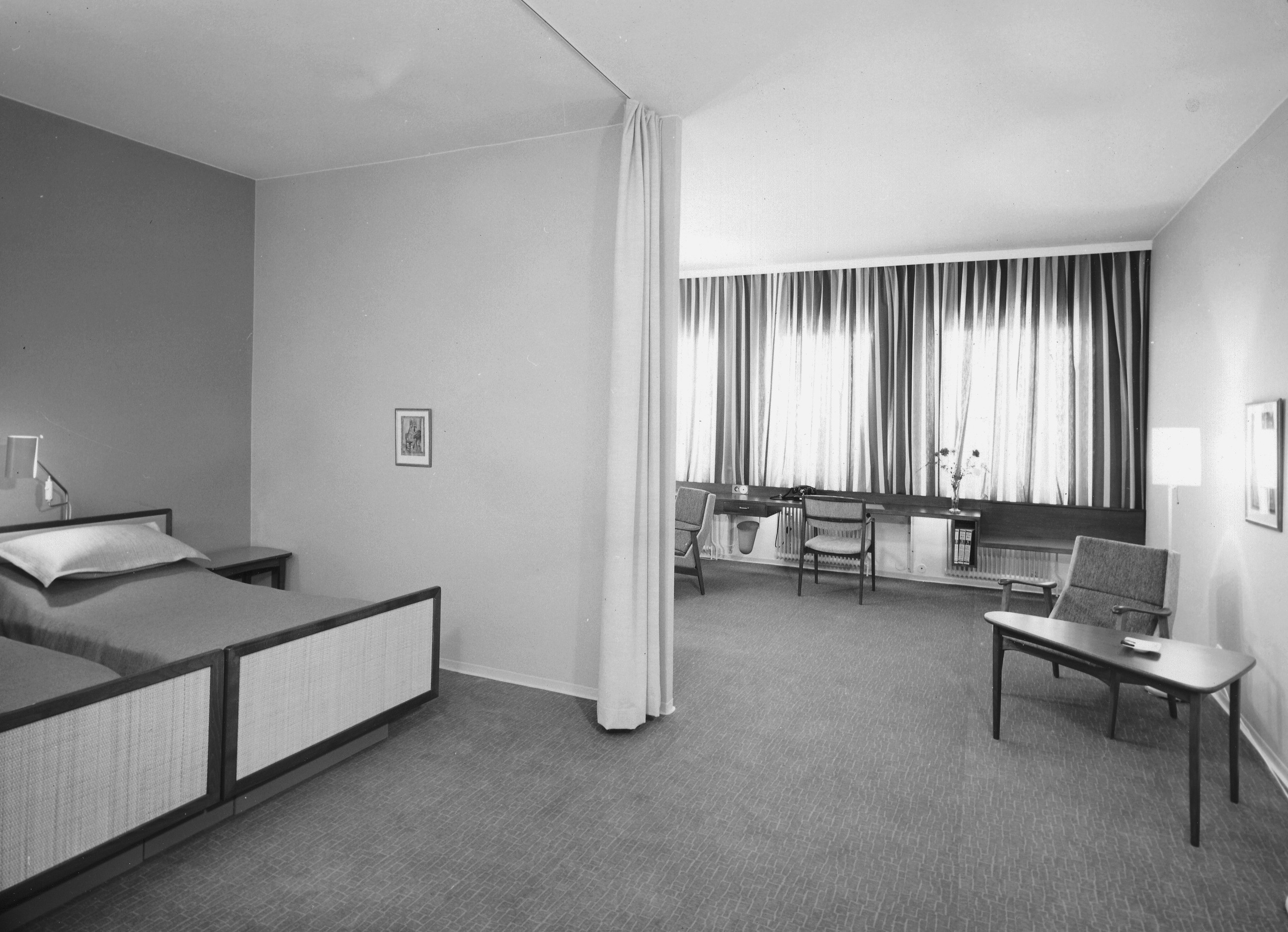
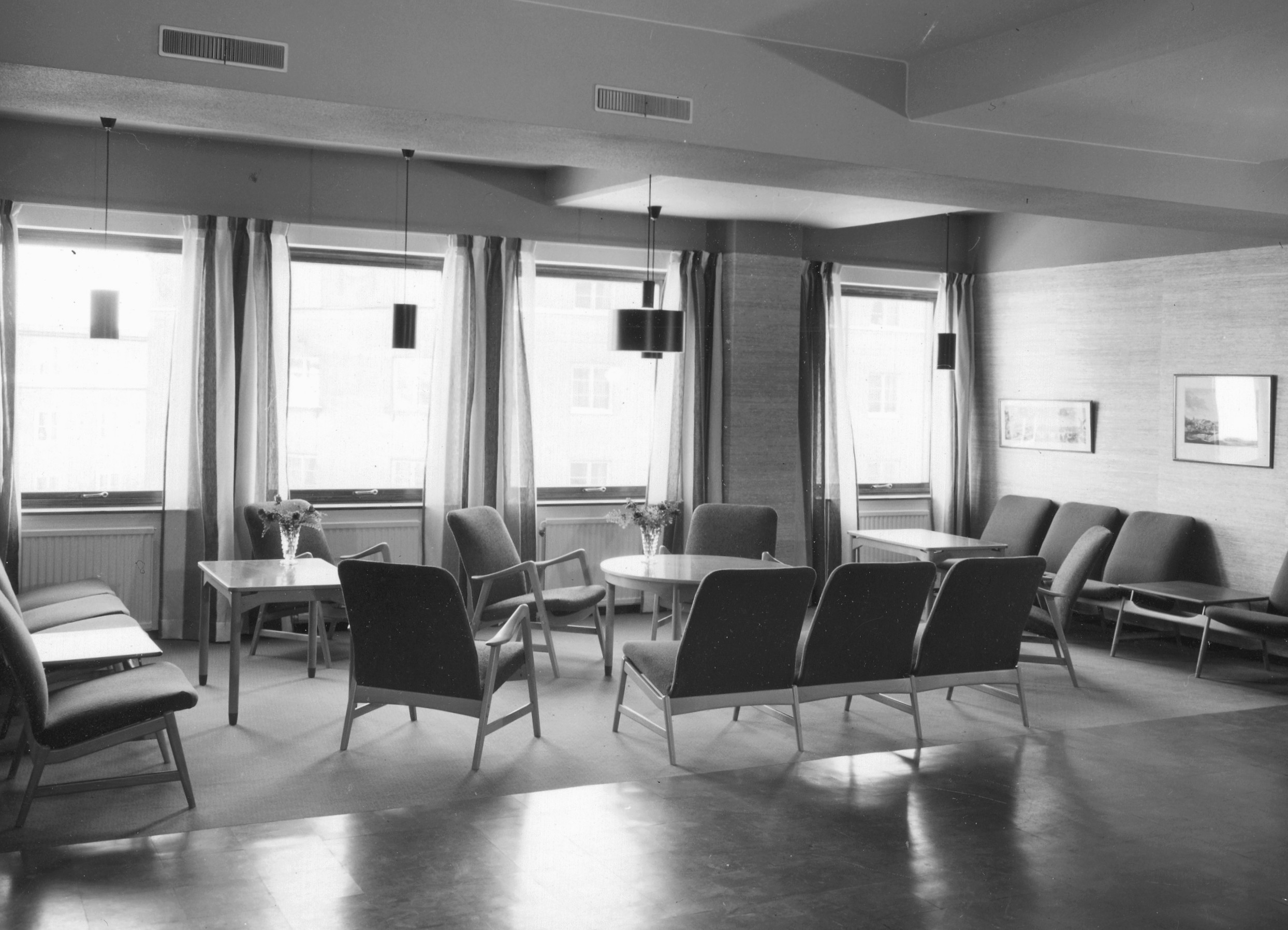
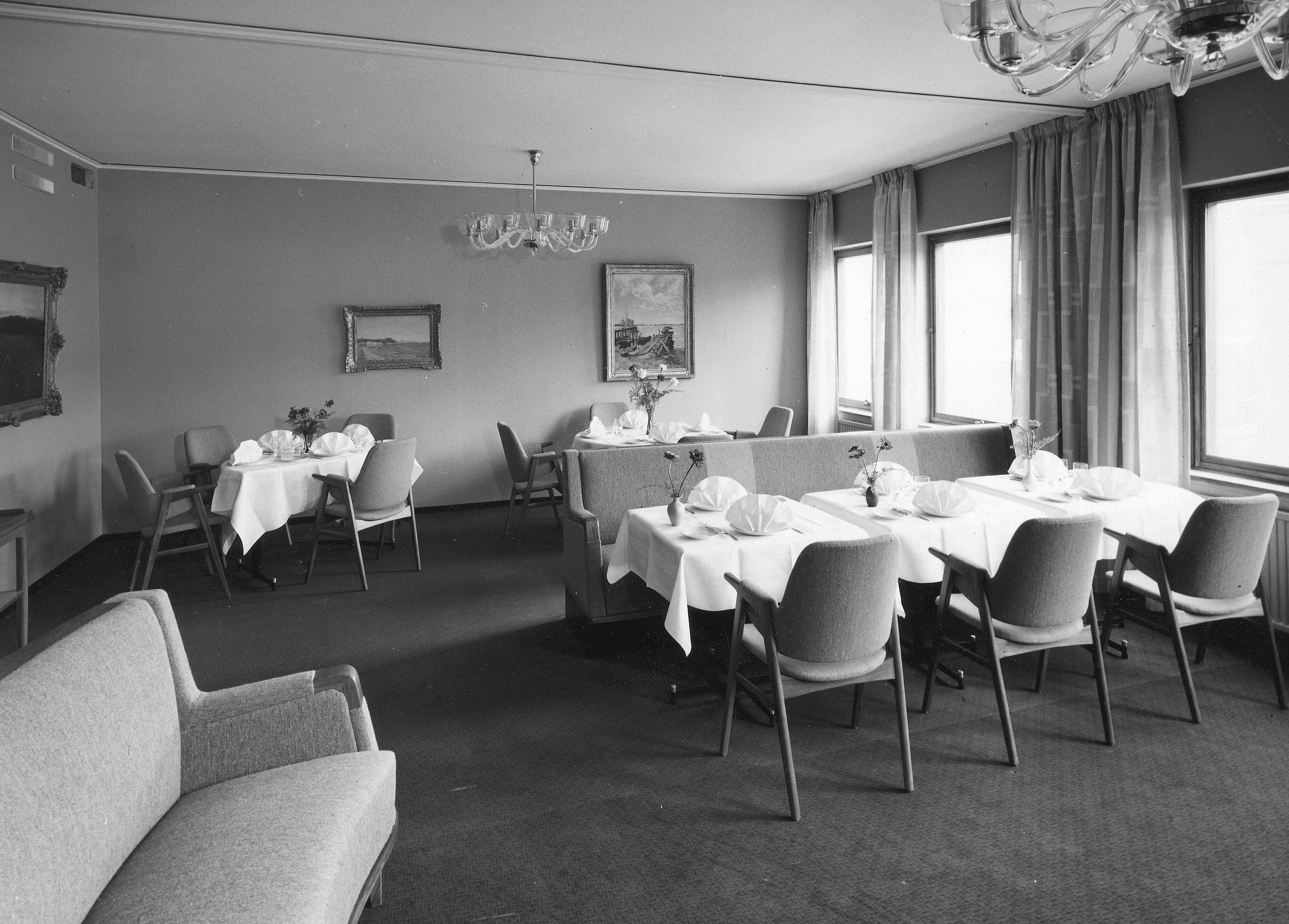

Nutida interiörbilder (2022)
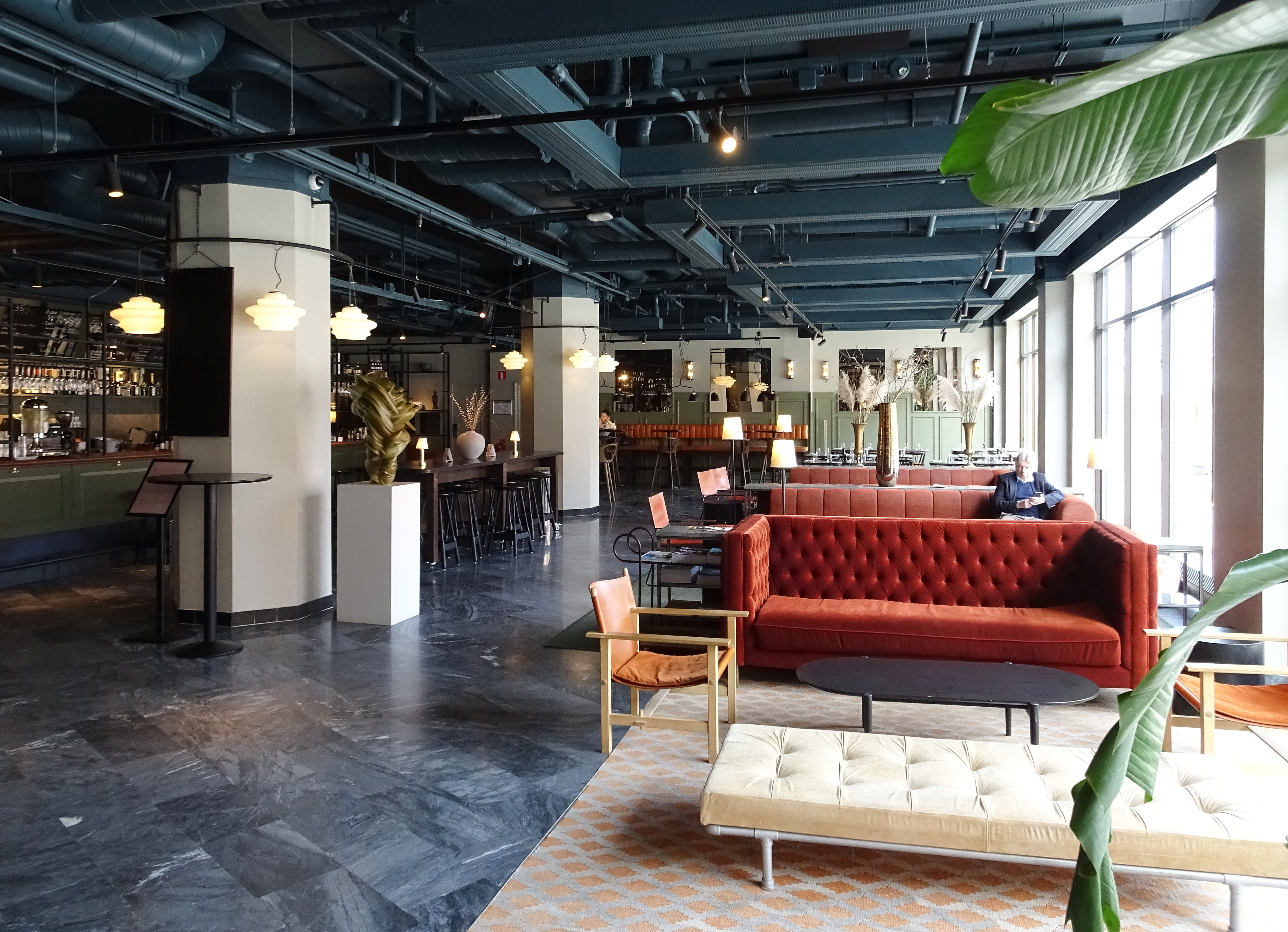
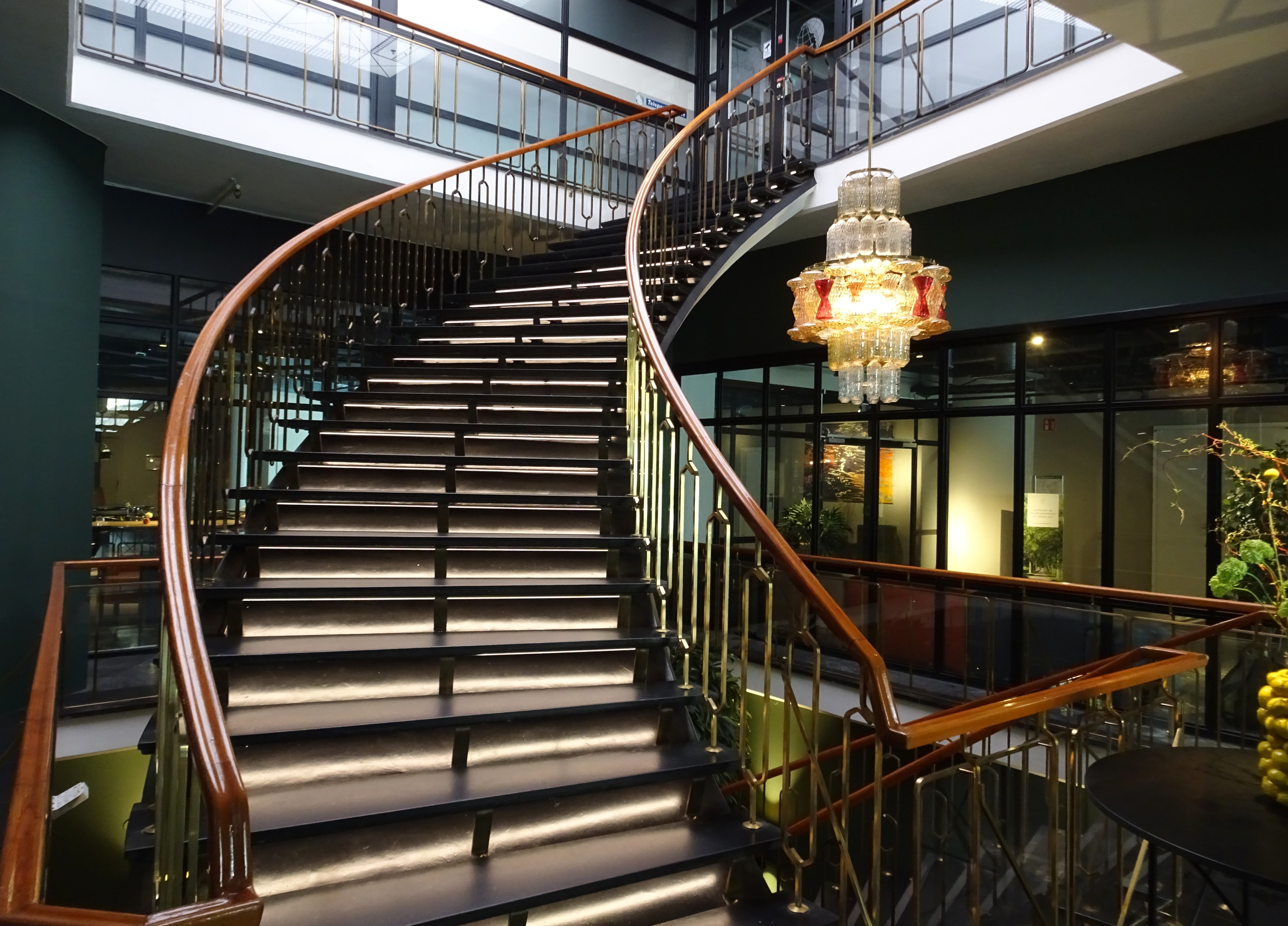
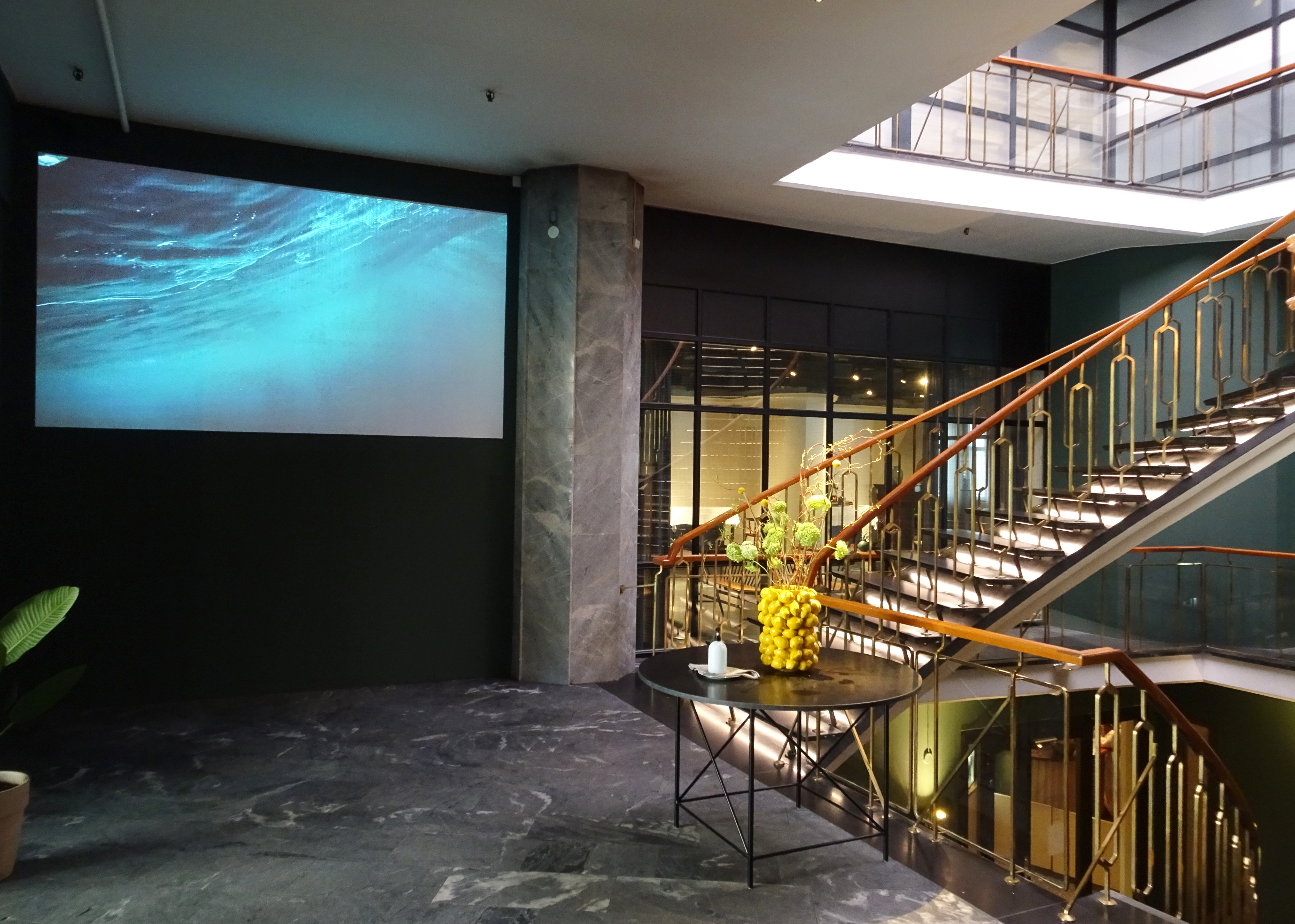
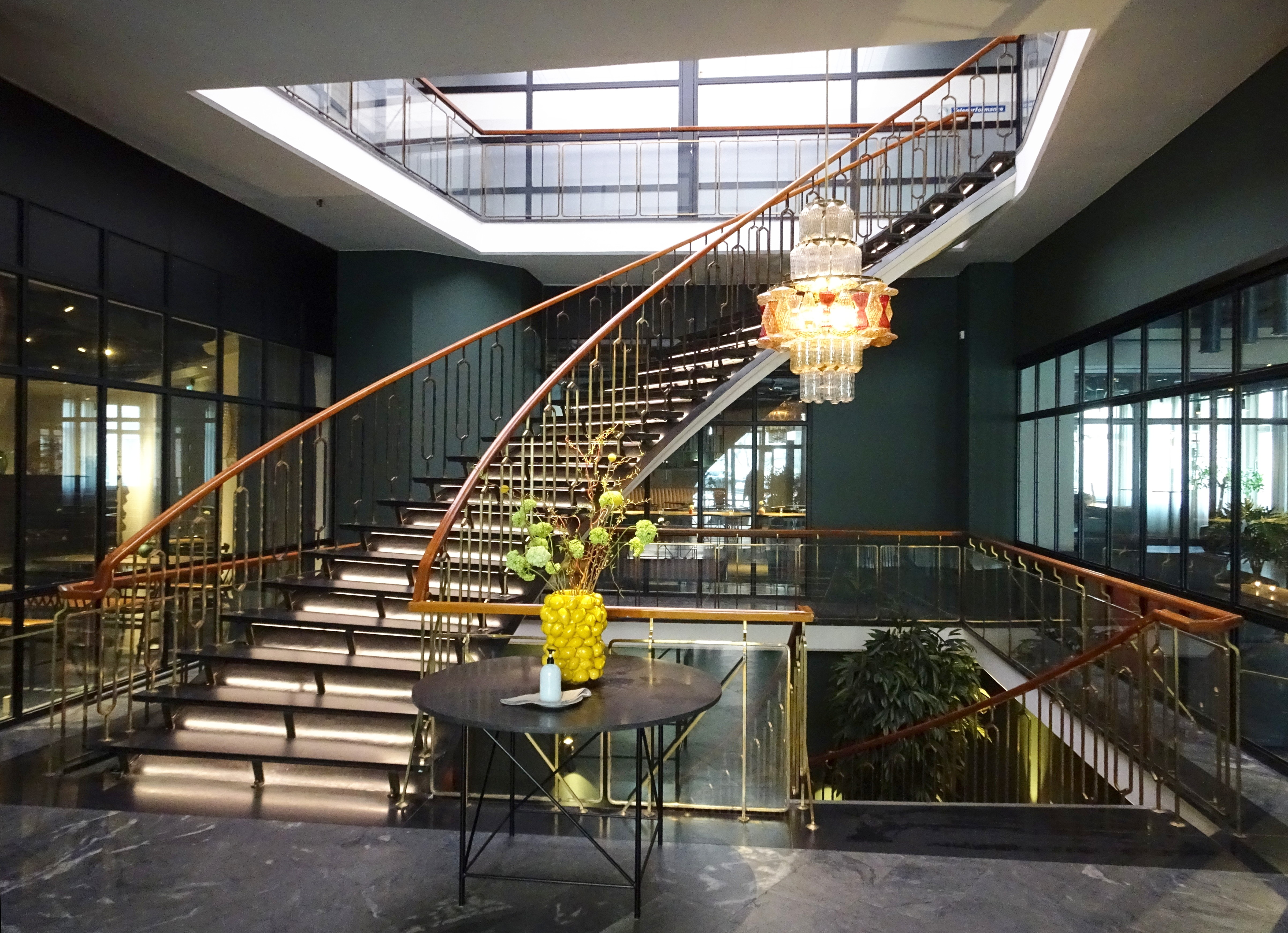